# Southwest Fall River (Dakota del Sur)
Southwest Fall River es un territorio no organizado ubicado en el condado de Fall River en el estado estadounidense de Dakota del Sur. En el Censo de 2010 tenía una población de 301 habitantes y una densidad poblacional de 0,14 personas por km².

## Geografía
Southwest Fall River se encuentra ubicado en las coordenadas 43°12′16″N 103°43′33″O / 43.20444, -103.72583. Según la Oficina del Censo de los Estados Unidos, Southwest Fall River tiene una superficie total de 2103.47 km², de la cual 2101.86 km² corresponden a tierra firme y (0.08%) 1.61 km² es agua.

## Demografía
Según el censo de 2010, había 301 personas residiendo en Southwest Fall River. La densidad de población era de 0,14 hab./km². De los 301 habitantes, Southwest Fall River estaba compuesto por el 95.68% blancos, el 0% eran afroamericanos, el 2.66% eran amerindios, el 0% eran asiáticos, el 0% eran isleños del Pacífico, el 1% eran de otras razas y el 0.66% pertenecían a dos o más razas. Del total de la población el 0.66% eran hispanos o latinos de cualquier raza.